# Stadionul Moses Mabhida
Stadionul Moses Mabhida este un stadion în Durban, Africa de Sud, numit după Moses Mabhida, un fost secretar al Partidului Comunist sud-african. Se intenționează a fi un stadion multiuz de clasă mondială.
A fost construit spre a fi unul din stadioanele care să găzduiască meciuri la Campionatul Mondial de Fotbal 2010. În timpul Campionatului Mondial, stadionul a avut 70.000 de locuri iar după 54.000 de locuri.

## Campionatul Mondial de Fotbal 2010
Meciurile găzduite la Campionatul Mondial::
- 13 iunie 2010: Germania vs Australia
- 16 iunie 2010: Spania vs Elveția
- 19 iunie 2010: Olanda vs Japonia
- 22 iunie 2010: Nigeria vs Republica Korea
- 25 iunie 2010: Brazilia vs Portugalia
- 28 iunie 2010: Câștigătoarea grupei E vs Locul doi grupa F
- 07 iulie 2010: Semifinala